# Basilepta bella
Basilepta bella es un insecto coleóptero de la familia Chrysomelidae.
Fue descrita científicamente por primera vez en 1997 por Eroshkina.